# Grupo 1 de la Clasificación de UEFA para la Copa Mundial de Fútbol de 2002
El Grupo 1 de la Clasificación de UEFA para la Copa Mundial de Fútbol de 2002 contó con la participación de Eslovenia, Islas Feroe, Luxemburgo, Rusia, Suiza y RF Yugoslavia; los cuales se enfrentaron entre sí para definir a un clasificado a la Copa Mundial de Fútbol de 2002 a jugarse en Corea del Sur y Japón y un equipo en la segunda ronda eliminatoria.

## Posiciones
| Pos. | Equipo        | Pts. | PJ | G | E | P  | GF | GC | Dif. | Clasificación          |
| ---- | ------------- | ---- | -- | - | - | -- | -- | -- | ---- | ---------------------- |
| 1    | Rusia         | 23   | 10 | 7 | 2 | 1  | 18 | 5  | +13  | Clasificado al Mundial |
| 2    | Eslovenia     | 20   | 10 | 5 | 5 | 0  | 17 | 9  | +8   | Playoff                |
| 3    | RF Yugoslavia | 19   | 10 | 5 | 4 | 1  | 22 | 8  | +14  |                        |
| 4    | Suiza         | 14   | 10 | 4 | 2 | 4  | 18 | 12 | +6   |                        |
| 5    | Islas Feroe   | 7    | 10 | 2 | 1 | 7  | 6  | 23 | −17  |                        |
| 6    | Luxemburgo    | 0    | 10 | 0 | 0 | 10 | 4  | 28 | −24  |                        |

 Fuente: 

## Resultados
| 2-9-2000 | Suiza | 0–1     | Rusia            | Hardturm, Zürich                                               |                                                                |
|          |       | Reporte | Beschastnykh 74' | Asistencia: 14 550 espectadores Árbitro(s): Kim Milton Nielsen | Asistencia: 14 550 espectadores Árbitro(s): Kim Milton Nielsen |

| 3-9-2000 | Islas Feroe                | 2–2     | Eslovenia               | Svangaskarð, Toftir                                     |                                                         |
|          | Arge 90' · Ø. Hansen 90+3' | Reporte | Udovič 25' · Osterc 87' | Asistencia: 3200 espectadores Árbitro(s): Mikko Vuorela | Asistencia: 3200 espectadores Árbitro(s): Mikko Vuorela |

| 3-9-2000 | Luxemburgo | 0–2     | RF Yugoslavia                | Stade Josy Barthel, Luxemburgo                           |                                                          |
|          |            | Reporte | Milošević 4' · Jokanović 26' | Asistencia: 3305 espectadores Árbitro(s): Sergey Shmolik | Asistencia: 3305 espectadores Árbitro(s): Sergey Shmolik |

| 7-10-2000 | Luxemburgo   | 1–2     | Eslovenia                   | Stade Josy Barthel, Luxemburgo                         |                                                        |
|           | Strasser 46' | Reporte | Zahovič 35' · Milinovič 37' | Asistencia: 1788 espectadores Árbitro(s): Michal Benes | Asistencia: 1788 espectadores Árbitro(s): Michal Benes |

| 7-10-2000 | Suiza                                                                    | 5–1     | Islas Feroe | Hardturm, Zürich                                           |                                                            |
|           | Zwyssig 26' · Fournier 35' · Türkyilmaz 42' (pen.) 44' (pen.) 53' (pen.) | Reporte | Petersen 4' | Asistencia: 9600 espectadores Árbitro(s): Costas Kapitanis | Asistencia: 9600 espectadores Árbitro(s): Costas Kapitanis |

| 11-10-2000 | Rusia                                   | 3–0     | Luxemburgo | Dynamo Stadium, Moscú                                  |                                                        |
|            | Buznikin 19' · Khokhlov 57' · Titov 90' | Reporte |            | Asistencia: 12 000 espectadores Árbitro(s): John Ferry | Asistencia: 12 000 espectadores Árbitro(s): John Ferry |

| 11-10-2000 | Eslovenia                 | 2–2     | Suiza              | Bežigrad Stadium, Ljubljana                           |                                                       |
|            | Šiljak 44' · Ačimovič 79' | Reporte | Türkyilmaz 18' 66' | Asistencia: 6650 espectadores Árbitro(s): Paul Durkin | Asistencia: 6650 espectadores Árbitro(s): Paul Durkin |

| 24-3-2001 | Rusia       | 1–1     | Eslovenia | Luzhniki Stadium, Moscú                                 |                                                         |
|           | Khokhlov 7' | Reporte | Knavs 21' | Asistencia: 33 000 espectadores Árbitro(s): Hugh Dallas | Asistencia: 33 000 espectadores Árbitro(s): Hugh Dallas |

| 24-3-2001 | RF Yugoslavia  | 1–1     | Suiza         | Stadion FK Partizan, Belgrade                                 |                                                               |
|           | Mihajlović 68' | Reporte | Chapuisat 84' | Asistencia: 30 000 espectadores Árbitro(s): Karl-Erik Nilsson | Asistencia: 30 000 espectadores Árbitro(s): Karl-Erik Nilsson |

| 24-3-2001 | Luxemburgo | 0–2     | Islas Feroe                     | Stade Josy Barthel, Luxemburgo                            |                                                           |
|           |            | Reporte | C.H. Jacobsen 78' · Mørkøre 82' | Asistencia: 2380 espectadores Árbitro(s): Attila Hanacsek | Asistencia: 2380 espectadores Árbitro(s): Attila Hanacsek |

| 28-3-2001 | Rusia        | 1–0     | Islas Feroe | Luzhniki Stadium, Moscú                                 |                                                         |
|           | Mostovoi 18' | Reporte |             | Asistencia: 8000 espectadores Árbitro(s): Leslie Irvine | Asistencia: 8000 espectadores Árbitro(s): Leslie Irvine |

| 28-3-2001 | Eslovenia     | 1–1     | RF Yugoslavia | Bežigrad Stadium, Ljubljana                        |                                                    |
|           | Zahovič 90+4' | Reporte | Milošević 33' | Asistencia: 9000 espectadores Árbitro(s): Dick Jol | Asistencia: 9000 espectadores Árbitro(s): Dick Jol |

| 28-3-2001 | Suiza                                        | 5–0     | Luxemburgo | Hardturm, Zürich,                                         |                                                           |
|           | Frei 9' 31' 90' · Lonfat 64' · Chapuisat 72' | Reporte |            | Asistencia: 8600 espectadores Árbitro(s): Claus Bo Larsen | Asistencia: 8600 espectadores Árbitro(s): Claus Bo Larsen |

| 25-4-2001 | RF Yugoslavia | 0–1              | Rusia            | Stadion Crvena Zvezda, Belgrade                           |                                                           |
| |               | [Report Reporte] | Beschastnykh 72' | Asistencia: 37 240 espectadores Árbitro(s): Konrad Plautz | Asistencia: 37 240 espectadores Árbitro(s): Konrad Plautz |
| Originalmente el partido se iba a jugar el 7 de octubre de 2000, pero se pospuso por razones de seguridad causadas por las protestas en Yugoslavia. |               |                  |                  |                                                           |                                                           |

| 2-6-2001 | Rusia      | 1–1     | RF Yugoslavia | Luzhniki Stadium, Moscú                                    |                                                            |
|          | Kovtun 25' | Reporte | Mijatović 32' | Asistencia: 65 000 espectadores Árbitro(s): Herbert Fandel | Asistencia: 65 000 espectadores Árbitro(s): Herbert Fandel |

| 2-6-2001 | Eslovenia              | 2–0     | Luxemburgo | Bežigrad Stadium, Ljubljana                                |                                                            |
|          | Zahovič 34' 65' (pen.) | Reporte |            | Asistencia: 4500 espectadores Árbitro(s): Bernhard Brugger | Asistencia: 4500 espectadores Árbitro(s): Bernhard Brugger |

| 2-6-2001 | Islas Feroe | 0–1     | Suiza    | Svangaskarð, Toftir                                       |                                                           |
|          |             | Reporte | Frei 81' | Asistencia: 3500 espectadores Árbitro(s): Dougie McDonald | Asistencia: 3500 espectadores Árbitro(s): Dougie McDonald |

| 6-6-2001 | Luxemburgo    | 1–2     | Rusia                     | Stade Josy Barthel, Luxemburgo                          |                                                         |
|          | Schneider 49' | Reporte | Alenichev 16' · Semak 76' | Asistencia: 2025 espectadores Árbitro(s): Jon Skjervold | Asistencia: 2025 espectadores Árbitro(s): Jon Skjervold |

| 6-6-2001 | Suiza | 0–1     | Eslovenia     | St. Jakob-Park, Basel                                    |                                                          |
|          |       | Reporte | Cimirotič 82' | Asistencia: 26 000 espectadores Árbitro(s): Jacek Granat | Asistencia: 26 000 espectadores Árbitro(s): Jacek Granat |

| 6-6-2001 | Islas Feroe | 0–6     | RF Yugoslavia                                          | Svangaskarð, Toftir                                     |                                                         |
|          |             | Reporte | Stanković 16' 49' · Kežman 24' 82' 89' · Milošević 63' | Asistencia: 4150 espectadores Árbitro(s): Jaroslav Jara | Asistencia: 4150 espectadores Árbitro(s): Jaroslav Jara |

| 15-8-2001 | RF Yugoslavia              | 2–0              | Islas Feroe | Stadion Crvena Zvezda, Belgrade                         |                                                         |
| | Mihajlović 23' · Đukić 85' | [Report Reporte] |             | Asistencia: 15 437 espectadores Árbitro(s): José Pratas | Asistencia: 15 437 espectadores Árbitro(s): José Pratas |
| Originalmente se iba a jugar el 11 de octubre de 2000, pero fue pospuesto por razones de seguridad causadas por las protestas en Yugoslavia. |                            |                  |             |                                                         |                                                         |

| 1-9-2001 | Eslovenia                        | 2–1     | Rusia     | Bežigrad Stadium, Ljubljana                           |                                                       |
|          | Osterc 62' · Ačimovič 90' (pen.) | Reporte | Titov 72' | Asistencia: 8000 espectadores Árbitro(s): Graham Poll | Asistencia: 8000 espectadores Árbitro(s): Graham Poll |

| 1-9-2001 | Suiza     | 1–2     | RF Yugoslavia                | St. Jakob-Park, Basel                                      |                                                            |
|          | Yakin 24' | Reporte | Milošević 39' · Krstajić 74' | Asistencia: 28 190 espectadores Árbitro(s): Claude Colombo | Asistencia: 28 190 espectadores Árbitro(s): Claude Colombo |

| 1-9-2001 | Islas Feroe      | 1–0     | Luxemburgo | Svangaskarð, Toftir                                    |                                                        |
|          | J. K. Hansen 84' | Reporte |            | Asistencia: 1464 espectadores Árbitro(s): Željko Širić | Asistencia: 1464 espectadores Árbitro(s): Željko Širić |

| 5-9-2001 | Islas Feroe | 0–3     | Rusia                             | Tórsvøllur, Tórshavn                                   |                                                        |
|          |             | Reporte | Beschastnykh 19' 29' · Shirko 88' | Asistencia: 2936 espectadores Árbitro(s): Hubert Byrne | Asistencia: 2936 espectadores Árbitro(s): Hubert Byrne |

| 5-9-2001 | RF Yugoslavia | 1–1     | Eslovenia     | Stadion FK Partizan, Belgrade                                         |                                                                       |
|          | Đorđević 51'  | Reporte | Milinovič 10' | Asistencia: 22 000 espectadores Árbitro(s): Antonio Jesús López Nieto | Asistencia: 22 000 espectadores Árbitro(s): Antonio Jesús López Nieto |

| 5-9-2001 | Luxemburgo | 0–3     | Suiza                         | Stade Josy Barthel, Luxemburgo                            |                                                           |
|          |            | Reporte | Frei 12' · Türkyilmaz 58' 84' | Asistencia: 3858 espectadores Árbitro(s): Sorin Corpodean | Asistencia: 3858 espectadores Árbitro(s): Sorin Corpodean |

| 6-10-2001 | Rusia                                       | 4–0     | Suiza | Dynamo Stadium, Moscú                                        |                                                              |
|           | Beschastnykh 14' (pen.) 19' 38' · Titov 83' | Reporte |       | Asistencia: 22 000 espectadores Árbitro(s): Knud Erik Fisker | Asistencia: 22 000 espectadores Árbitro(s): Knud Erik Fisker |

| 6-10-2001 | Eslovenia                | 3–0     | Islas Feroe | Bežigrad Stadium, Ljubljana                                   |                                                               |
|           | Čeh 13' 30' · Tiganj 82' | Reporte |             | Asistencia: 8500 espectadores Árbitro(s): Georgios Kasnaferis | Asistencia: 8500 espectadores Árbitro(s): Georgios Kasnaferis |

| 6-10-2001 | RF Yugoslavia                                                      | 6–2     | Luxemburgo                  | Stadion FK Partizan, Belgrade                           |                                                         |
|           | Jokanović 19' · Mijatović 57' · Kežman 61' 71' · Milošević 62' 68' | Reporte | Peters 38' · Christophe 51' | Asistencia: 1758 espectadores Árbitro(s): Leslie Irvine | Asistencia: 1758 espectadores Árbitro(s): Leslie Irvine |

## Clasificado
Rusia